# Sevar di Bulgaria
Sevar (in bulgaro Севар?; fl. VIII secolo) è stato Khan dei Bulgari dal 738 al 753.

## Biografia
Appartenne alla Casata di Dulo e governò la Bulgaria per 15 anni.
Secondo il calendario giuliano della Russia, Sevar avrebbe regnato dal 721 al 737. Il calendario gregoriano invece colloca la data del suo regno dal 738 al 753. 
Secondo gli storici Steven Runciman e David Marshall Lang è l'ultimo sovrano della Casata di Dulo.
Il suo nome potrebbe derivare dal persiano Ziwar (ornamento). Sebbene fosse inizialmente un nome femminile, poteva servire anche come componente di nomi maschili, come suggerito dal nome pre-cristiano Chuvash Aksever.
Il suo regno potrebbe essere stato pacifico perché le cronache bizantine non riportano nessuna azione militare sul confine con la Bulgaria.
Il Sevar Point sull'Isola Livingston nelle Isole Shetland Meridionali in Antartide è intitolata a lui in suo onore.